# 曙光站 (南通市)
曙光站是南通轨道交通1号线的地铁车站，位于中华人民共和国江苏省南通市崇川区越江路旁地下，于2022年11月10日开通。

## 历史
2017年12月18日，南通地铁一号线正式开工，江海大道站是首批开工的6个车站之一。
2018年1月20日，江海大道站首幅地连墙成功吊装，标志着南通地铁进入实质性施工阶段。
2018年4月1日，江海大道站82幅地连墙全部到位，成为1号线首个地连墙围合的站点。
2020年8月14日，南通轨道交通1、2号线一期工程沿线站点命名方案最终确定，本站名称为“曙光”。
2022年11月10日，南通轨道交通1号线一期工程开通初期运营。

## 交通
通沙汽渡位于江海大道站南侧。江海大道是南通市区北部重要的快速路。

## 外部連結
- 轨交1号线一期工程线路示意图  （页面存档备份，存于）